# کرمپرموور
کرمپرموور (به آلمانی: Krempermoor) یک شهر در آلمان است که در اشتاینبورگ واقع شده‌است. کرمپرموور ۵۵۲ نفر جمعیت دارد.